# Vladimir Rykov
Bản mẫu:Eastern Slavic name
Vladimir Vladimirovich Rykov (tiếng Nga: Владимир Владимирович Рыков; sinh ngày 13 tháng 11 năm 1987) là một cầu thủ bóng đá người Nga thi đấu ở vị trí trung vệ cho F.K. Dynamo Moskva.

## Sự nghiệp câu lạc bộ

### Thống kê sự nghiệp
Tính đến 13 tháng 5 năm 2018
| Câu lạc bộ                     | Mùa giải             | Giải vô địch         | Giải vô địch | Giải vô địch | Cúp     | Cúp       | Châu lục | Châu lục  | Tổng cộng | Tổng cộng |
| Câu lạc bộ                     | Mùa giải             | Hạng đấu             | Số trận      | Bàn thắng    | Số trận | Bàn thắng | Số trận  | Bàn thắng | Số trận   | Bàn thắng |
| ------------------------------ | -------------------- | -------------------- | ------------ | ------------ | ------- | --------- | -------- | --------- | --------- | --------- |
| FC Chkalovets Novosibirsk      | 2005                 | Second Division      | 15           | 2            | 0       | 0         | –        | –         | 15        | 2         |
| FC Chkalovets Novosibirsk      | 2006                 | Second Division      | 28           | 3            | 0       | 0         | –        | –         | 28        | 3         |
| FC Chkalovets Novosibirsk      | Tổng cộng            | Tổng cộng            | 43           | 5            | 0       | 0         | 0        | 0         | 43        | 5         |
| FC SKA-Energiya Khabarovsk     | 2007                 | First Division       | 0            | 0            | 0       | 0         | –        | –         | 0         | 0         |
| F.K. Smena Komsomolsk-na-Amure | 2007                 | Second Division      | 22           | 1            | 4       | 2         | –        | –         | 26        | 3         |
| FC Gazovik Orenburg            | 2008                 | Second Division      | 21           | 1            | 4       | 1         | –        | –         | 25        | 2         |
| F.K. Saturn-2 Moskva Oblast    | 2009                 | Second Division      | 11           | 1            | 1       | 0         | –        | –         | 12        | 1         |
| FC KAMAZ Naberezhnye Chelny    | 2009                 | First Division       | 11           | 0            | 0       | 0         | –        | –         | 11        | 0         |
| FC KAMAZ Naberezhnye Chelny    | 2010                 | First Division       | 15           | 2            | 0       | 0         | –        | –         | 15        | 2         |
| F.K. Volga Nizhny Novgorod     | 2010                 | First Division       | 3            | 0            | 1       | 0         | –        | –         | 4         | 0         |
| FC KAMAZ Naberezhnye Chelny    | 2011–12              | National League      | 23           | 1            | 1       | 0         | –        | –         | 24        | 1         |
| FC KAMAZ Naberezhnye Chelny    | Tổng cộng (2 spells) | Tổng cộng (2 spells) | 49           | 3            | 1       | 0         | 0        | 0         | 50        | 3         |
| F.K. Dynamo Moskva             | 2011–12              | Premier League       | 11           | 1            | 2       | 0         | –        | –         | 13        | 1         |
| F.K. Dynamo Moskva             | 2012–13              | Premier League       | 7            | 0            | 1       | 2         | 2        | 0         | 10        | 2         |
| F.K. Tom Tomsk                 | 2013–14              | Premier League       | 28           | 1            | 1       | 0         | –        | –         | 29        | 1         |
| F.K. Torpedo Moskva            | 2014–15              | Premier League       | 28           | 2            | 2       | 0         | –        | –         | 30        | 2         |
| F.K. Mordovia Saransk          | 2015–16              | Premier League       | 27           | 2            | 0       | 0         | –        | –         | 27        | 2         |
| F.K. Dynamo Moskva             | 2016–17              | National League      | 23           | 1            | 3       | 1         | –        | –         | 26        | 2         |
| F.K. Dynamo Moskva             | 2017–18              | Premier League       | 16           | 1            | 0       | 0         | –        | –         | 16        | 1         |
| F.K. Dynamo Moskva             | Tổng cộng (2 spells) | Tổng cộng (2 spells) | 57           | 3            | 6       | 3         | 2        | 0         | 65        | 6         |
| Tổng cộng sự nghiệp            | Tổng cộng sự nghiệp  | Tổng cộng sự nghiệp  | 289          | 19           | 20      | 6         | 2        | 0         | 311       | 25        |